# Comunisti Organizzati per la Liberazione Proletaria
I Comunisti Organizzati per la Liberazione Proletaria (COLP) erano un gruppo nato dallo scioglimento dell'organizzazione comunista combattente Prima Linea.
Questa organizzazione, durante il convegno di Barzio del 1981, decise la fine della propria esperienza ma nella stessa occasione diede vita a una nuova organizzazione che si prefiggeva di ridare la libertà a quelli che erano i compagni in carcere, come passaggio indispensabile per poter chiudere con l'esperienza della lotta armata. Tra le attività terroristiche si ricorda un attentato presso il Centro di documentazione ebraica contemporanea di Milano, maturato nel clima teso determinatosi dopo l'invasione israeliana del Libano, e che ebbe luogo nella notte tra il 29 e il 30 settembre 1982. L'esperienza ebbe breve vita e si chiuse con l'arresto di quasi tutti gli aderenti nell'anno successivo (1982).
Tra le azioni rivendicate si ricordano la liberazione dal carcere di Frosinone di Cesare Battisti e quella di quattro detenute dal carcere di Rovigo. Nel gennaio 1982, un nucleo dei COLP incappato in un posto di blocco dopo una rapina ingaggiava un conflitto a fuoco durante il quale caddero Lucio di Giacomo e i carabinieri Euro Tarsilli e Giuseppe Savastano. Bruno Ghirardi, già militante dei COLP e condannato a 22 anni, verrà arrestato di nuovo nel 2007 in quanto membro del Partito Comunista Politico-Militare.

## Il processo brigatista a Giorgio Soldati
Il 13 novembre 1981, il colpista Giorgio Soldati (Rivoli, 1 gennaio 1946 - Cuneo, 10 dicembre 1981) e un altro militante COLP ingaggiano un conflitto a fuoco con una pattuglia della polizia nei pressi della Stazione Centrale di Milano, conflitto in cui rimane ucciso il poliziotto Eleno Anello Viscardi. Catturato poco dopo e sottoposto a pestaggio, Soldati fa alcune confessioni che portano alla scoperta di cinque covi e all'arresto di tre persone.
La confessione viene ritrattata da Soldati che dice essergli stata estorta; viene poi tradotto nel carcere di Cuneo dove stanno alcuni dei brigatisti più intransigenti per quanto riguarda le delazioni (è il periodo della cosiddetta Campagna Peci, aperta dal pentimento di Patrizio Peci e che porterà alla "condanna a morte" del fratello), chiede di non esser messo in isolamento ma di andare in mezzo a loro per spiegarsi, e scrive loro una lettera: «Sono stato torturato, ho parlato, ma ho cessato subito ogni forma di collaborazione. Confermo di avere con lo Stato un rapporto di guerra. È la giustizia proletaria che deve giudicarmi». Sottoposto a "processo", si difende: «Dopo essere stato arrestato alla stazione di Milano e dopo essere stato torturato per tre ore dalla Digos [...] non ho retto al confronto e ho parlato. [...] Mi sento una merda, uno che non è riuscito a far prevalere la propria identità politica, la propria coscienza di classe davanti al nemico». Viene portato nei bagni della mensa, e strangolato. Prima dell'attuazione della "sentenza", dice: «Fate presto, non fatemi male».
Dopo diciotto giorni, a Radio Popolare arriva la rivendicazione dal titolo Epitaffio di un coccodrillo infame: «Questo verme proviene da quelle frange della lotta armata che, non avendo saputo adeguarsi ai compiti della nuova fase, cercano di sopravvivere alla loro morte politica, preoccupandosi più di se stessi che dei bisogni della classe. Alla Digos sono bastati un paio di schiaffi per fargli vuotare il sacco. [...] La loro eliminazione rappresenta un segnale per tutti quei combattenti e reduci scoppiati, incasinati, incerti».
Per il suo omicidio, commesso con l'aiuto delle Pantere Rosse, vengono condannati a 21 anni di reclusione Giorgio Semeria, Vittorio Alfieri, Mario Fracasso, Salvatore Ricciardi, Claudio Piunti, Alfredo Bigiani e Carlo Bersini. In seguito Giorgio Semeria rivelerà «Di fronte alla forza d’animo che ha dimostrato Soldati fino all’ultimo momento, lucido e consapevole di quello che stava succedendo, ancora oggi e credo per sempre io mi sentirò un essere piccolo piccolo».
Il padre di Giorgio, Mario Soldati, non si costituisce parte civile contro gli autori materiali dell'omicidio, ma contro lo Stato: «Mio figlio non era un delatore. Lo Stato, che gli aveva strappato con mezzi illegali delle rivelazioni, aveva il dovere di tutelare la sua vita. Io vorrei soltanto che le responsabilità venissero accertate. Come uomo che ha avuto due figli finiti nel terrorismo, posso comprendere quel che succedeva in quegli anni terribili. Ma lo Stato no, non lo giustifico: doveva proteggere mio figlio. Lui che si è messo davanti ai suoi boia con le mani in tasca, che non ha reagito. Perché questa era la sua coerenza».